# Micrurus surinamensis
Micrurus surinamensis là một loài rắn trong họ Rắn hổ. Loài này được Cuvier mô tả khoa học đầu tiên năm 1817. Loài này được tìm thấy ở miền bắc Nam Mỹ. Chúng có nọc độc cực mạnh, với liều gây chết trung bình là 0,75 mg/kg.